# W. Nelson Francis
W. Nelson Francis (23. října 1910 – 14. června 2002) byl americký spisovatel, lingvista a univerzitní profesor. Působil na fakultách vysoké školy Franklin & Marshall College a Brownovy univerzity, kde se specializoval na anglický jazyk a korpusovou lingvistiku. Je znám svojí prací na korpusu, který nese jméno The Brown University Standard Corpus of Present-Day American English (nebo jednoduše Brownův korpus). Francis jej dokončil ve spolupráci s Jindřichem Kučerou.

## Život
Winthrop Nelson Francis se narodil 23. října 1910 ve Filadelfii, největším městě Pensylvánie. Oba jeho rodiče pocházeli z Nové Anglie. Jeho matka byla vychovávána v americkém Calais, vystudovala Wellesley College a než se vdala za Francisova otce a přestěhovala se do Filadelfie, vyučovala na veřejné škole v Bostonu. Jeho otec Joseph Sidney Francis byl matematik a inženýr. Winthrop Nelson Francis vyrostl ve filadelfském Germantownu, kde navštěvoval veřejnou školu Charlese W. Henryho a školu Williama Penna Chartera.
Vysokoškolský titul na Harvardově univerzitě získal v roce 1931. Specializoval se na literaturu, zaměřoval se ale také na studium anglického, řeckého, latinského a francouzského jazyka. Později navštěvoval Pensylvánskou univerzitu, kde získal v roce 1937 titul Ph.D. Jeho doktorská práce prezentovala text ve středověké angličtině 14. století, který Francis editoval s rozsáhlým úvodem o upravování textu. V roce 1939 četl jeho dizertační práci profesor a učitel středověké angličtiny Carleton Brown, vzal ji s sebou do Anglie a představil ji společnosti Mabel Day of the Early English Text Society. V roce 1942 byl rukopis vydán nakladatelstvím Oxford University Press.

## Profesní zázemí

### Působení na akademické půdě
Poté, co dokončil studia na Pensylvánské univerzitě, přijal Francis místo na fakultě vysoké školy Franklin & Marshall College, kde vyučoval anglickému jazyku. V roce 1957 se stal hlavou fakultního výboru, jenž přehodnocoval studijní plány vysoké školy. Následující rok byl jmenován předsedou anglické katedry. Jeho první kniha, The Structure of American English, byla vydána v roce 1958. Francisova vědecká práce o rozmanitosti angličtiny navíc zahrnovala sbírání, psaní a úpravu verze knihy Book of Vices and Virtues ze 14. století pro Early English Text Society. Získal cenu Fulbright Research Fellowship a pro Survey of English Dialects provedl v letech 1956 a 1957 terénní výzkum v anglickém Norfolku, který pak byl zpracován na Univerzitě v Leedsu v hrabství West Yorkshire.
V roce 1962 přijal místo na fakultě Brownovy univerzity a působil zde jako profesor lingvistiky a anglického jazyka. V roce 1964 začal pracovat na společném jazykovém projektu Brownovy univerzity a Tougaloo College, který dokončil během roku 1968. Projekt aplikoval lingvistické principy v osnově standardní americké angličtiny pro afroamerické mladíky na Tougaloo College. Jakmile byl projekt dokončen, dostal místo na katedře lingvistiky a na této pozici zůstal až do roku 1976. Zatímco oficiálně odešel do důchodu, pokračoval titulován emeritní profesor s výukou historické a srovnávací lingvistiky a konzultoval se studenty. V roce 1987 byl jmenován předsedou Brownovy nově založené katedry Kognitivních a jazykových věd. Svoje poslední hodiny na Brownově univerzitě odučil v roce 1990.

### Dílo
Brownův korpus
Poté, co Francis nastoupil na Brownovu univerzitu, absolvoval kurz počítačové lingvistiky u Jindřicha Kučery, který na Ústavu slavistiky vyučoval. Na začátku 60. let začali Francis s Kučerou spolupracovat na sestavování počítačového korpusu, který měl být průřezem americké angličtiny o mohutnosti jednoho milionu slov a jenž byl nazván Brown Standard Corpus of Present-Day American English, běžně je ale znám jako Brownův korpus. Korpus byl sestaven během let 1963 až 1964 s využitím knih, časopisů, novin a dalších upravených zdrojů informativní a krásné prózy vydané v roce 1961. Brownův korpus byl publikován v roce 1964. Každé slovo v korpusu je označeno podle svého slovního druhu a kategorie, do níž se řadí zdroj, z nějž autoři čerpali.
Příspěvky do deníků a časopisů
Články W. Nelsona Francise byly publikovány v denících a časopisech jako je American Speech, College Composition and Communication, College English, Computers and the Humanities, Contemporary Psychology, East Anglian Magazine, English Journal, The Explicator, Language, Language in Society, Lingua, Modern Language Notes, PMLA, The Quarterly Journal of Speech, Speculum, Style a Word.

### Podnikání
V roce 1977 Francis spoluzaložil na Univerzitě v Oslu International Computer Archive of Modern and Medieval English (ICAME), kterážto organizace se stala distributorem Brownova korpusu. Publikace nazvané ICAME News (Noviny ICAME) a ICAME Journal (Deník ICAME) se mu věnovaly hned dvakrát. V roce 1986 noviny ocenily Francisův osobní přínos a o deset let později deník publikoval článek "Pocta W. Nelsonu Francisovi a Jindřichu Kučerovi".

### Přednes
Francis sloužil jako přednášející, lektor a externí profesor v Londýně, Edinburghu, Káhiře, Tokiu a norském Trondheimu. Účastnil se také Nobelova Sympozia počítačové korpusové lingvistiky ve Stockholmu.

## Členství
Francis byl členem následujících společností:
- Save the Bay
- National Association for the Advancement of Colored People (NAACP)
- Urban League of Rhode Island

a také prezidentem Providence Shakespearean Society v letech 1986 až 1990.

## Publikované práce

### Knihy
- Editor, The Book of Vices and Virtues: A Fourteenth-Century Translation of the 'Somme le Roi' of Lorens d'Orléans (Early English Text Society #217)(Oxford, UK: Oxford University Press, 1942)
- The Structure of American English (s kapitolou o dialektech americké angličtiny od Ravena I. McDavida, Jr) (New York: Ronald Press, 1958)
- The History of English (New York: W.W. Norton, 1963)
- The English Language: An Introduction (New York: W.W. Norton, 1963, 1965) LCCN 63-15500 (no ISBN)
- Compositional Analysis of Present-Day American English (s Jindřichem Kučerou) (Providence: Brown University Press, 1967)
- Frequency Analysis of English Usage: Lexicon and Grammar (s Jindřichem Kučerou)Boston: Houghton Mifflin, 1982) ISBN 0-395-32250-2
- Dialectology: An Introduction (London & New York: Longman, 1983)

### Ostatní
- A Standard Corpus of Present-Day Edited American English, for Use with Digital Computers (s Jindřichem Kučerou; počítačová databáze) (Providence: Brown University Department of Linguistics, 1964; označkovaná verze, 1969)
- "Modal DAREN'T and DURSTN'T in Dialectal English," in Studies in Honour of Harold Orton, ed. Stanley Ellis (Leeds, UK: Leeds University Press, 1970)
- "The English Language and Its History," in Webster's New Collegiate Dictionary, 8. vydání (Springfield, MA: G. & C. Merriam, 1973)
- "Problems of Assembling and Computerizing Large Corpora," in Empirische Textwissenschaft: Aufbau und Auswertung von Text-Corpora, ed. Henning *Bergenholtz & Burkhard Schaeder (Königsberg: Scriptor, 1979)
- "Dinner speech given at the 5th ICAME Conference at Windermere, England, 21 May 1984", in ICAME News No. 10 (May 1986)
- "Otto Jesperson as Grammarian," in Otto Jesperson: Facets of His Life and Work, ed. Arne Juul & Hans F. Nielsen (Amsterdam & Philadelphia: John Benjamins, 1989)
- "Dialectology," in Oxford International Encyclopedia of Linguistics, ed. Williamem Brightem. (London: Oxford University Press, 1991)
- "Language Corpora B.C.," in Directions in Corpus Linguistics: Proceedings of Nobel Symposium 82. Stockholm, 4–8 August 1991, ed. Jan Svartvik. (Berlin & New York: Mouton de Gruyter, 1991)
- "The Historical and Cultural Interpretation of Dialect," in American Dialect Research, ed. Dennis R. Preston (Amsterdam & Philadelphia: John Benjamins, 1993)
- "A Pilgrim's Progress: From Philology to Linguistics," in First Person Singular III: Autobiographies by North American Scholars in the Language Sciences, ed. E.F.K. Koerner (Amsterdam & Philadelphia: John Benjamins, 1998)